# Ruta de los dólmenes

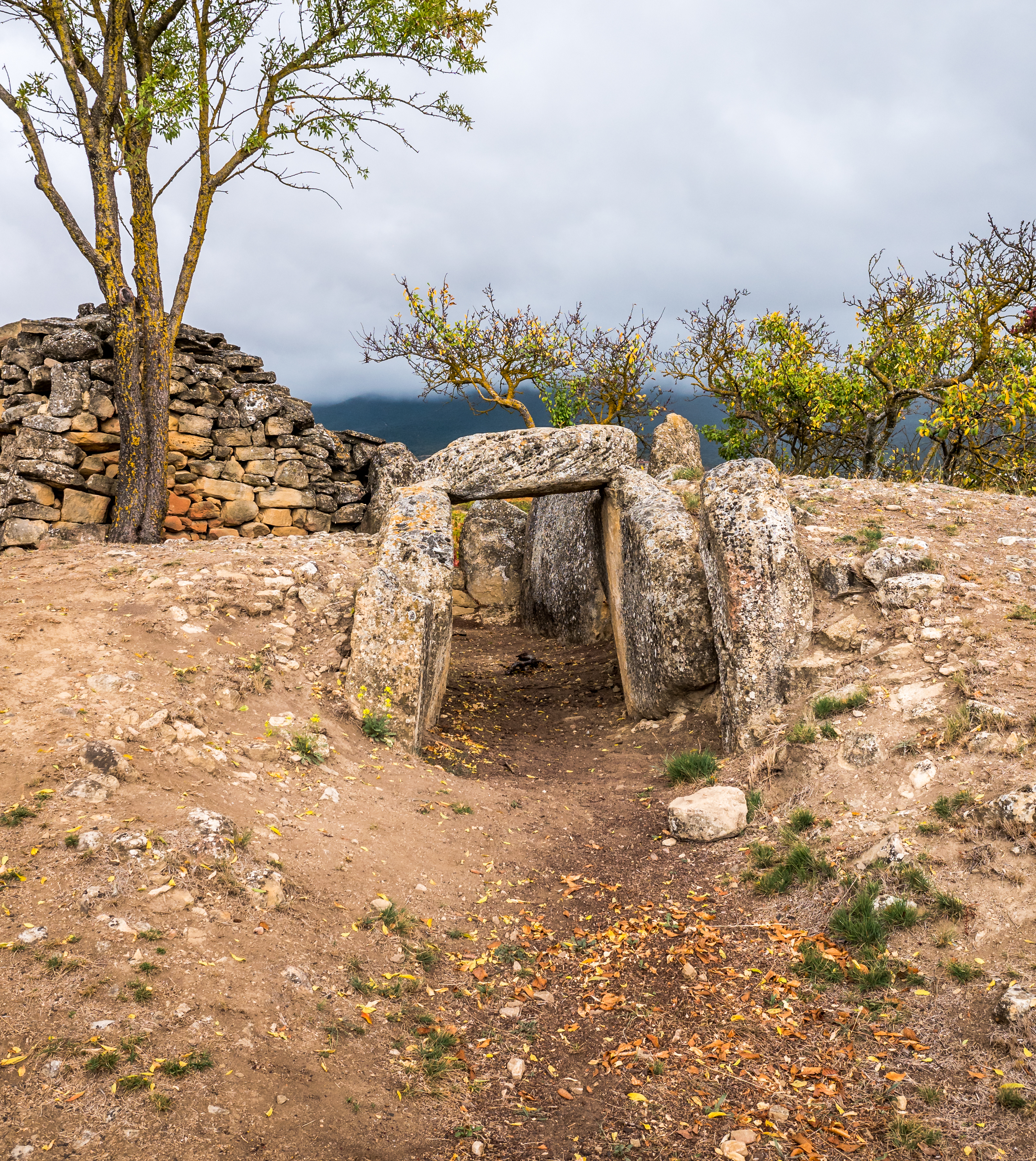
Dolmen de San Martín

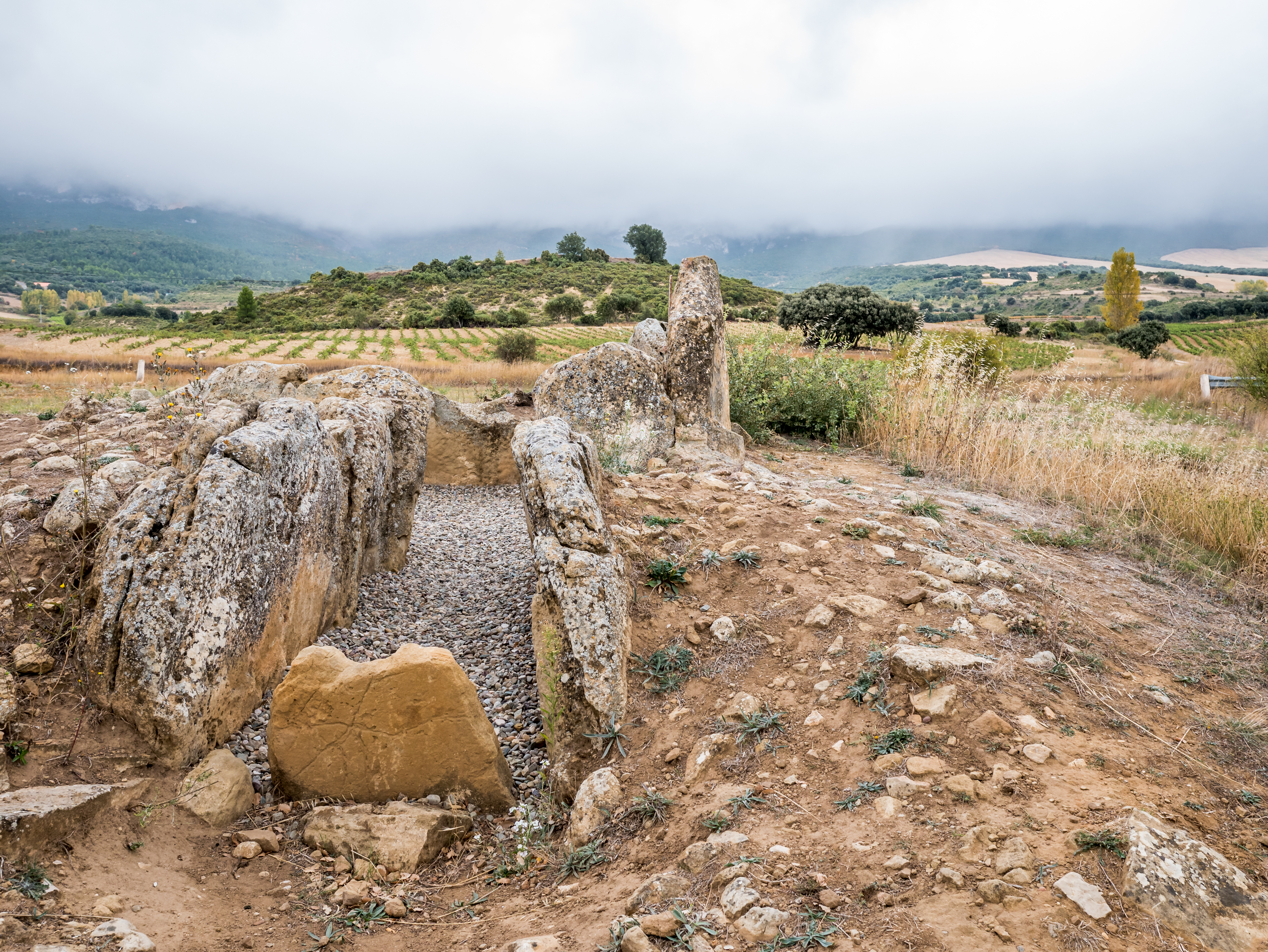
Dolmen de El Sotillo

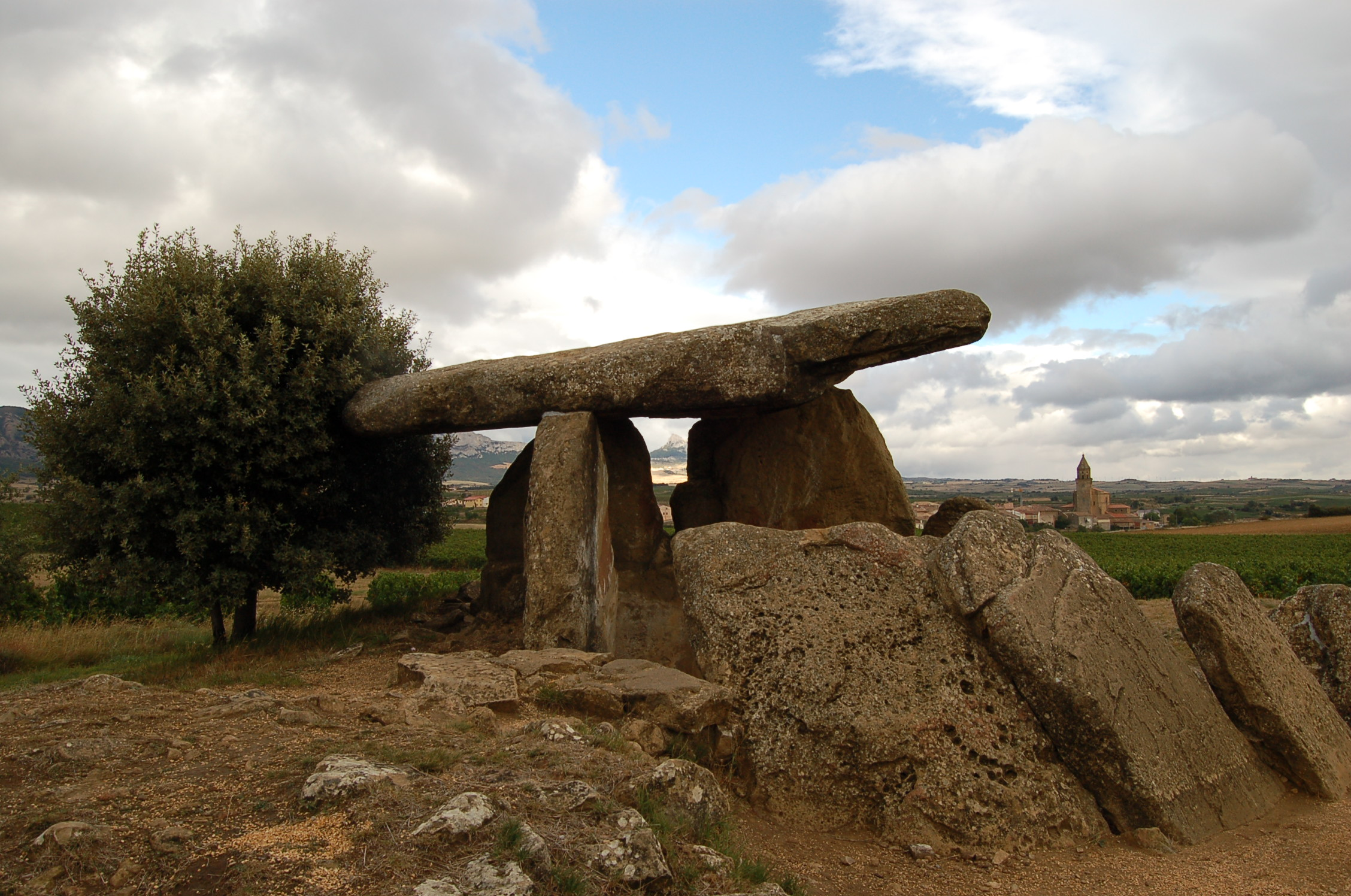
Chabola de La Hechicera – die „Hexenhütte“

Schema eines Gangdolmens

Die West-Ost-orientierte Ruta de los dólmenes (deutsch „Dolmenroute“) besteht aus acht benachbarten Dolmen in der Rioja Alavesa  und, als westlichstes Element der Reihe, dem Dolmen de La Cascaja in der Nekropole von Peciña in der Provinz Álava im Baskenland (spanisch Pais Vasco) in Spanien. 

## Auflistung
Neben dem Dolmen von La Cascaja gehören dazu: 
- Der Dolmen del Montecillo oder El Montecillo Trikuharria wurde 2009 von Roberto Ibáñez nördlich von Villabuena de Álava entdeckt. Es ist ein rekonstruierter Gangdolmen, dessen polygonale Kammer aus sechs Tragsteinen (Orthostaten) besteht, die einen Raum von etwa 2,5 × 2,3 m begrenzen. Zwei Platten des Ganges, von geringerer Höhe, erlauben es, seine Breite mit etwa 2,5 m zu bestimmen.
- Der Dolmen de Layaza oder Layaza Trikuharria wurde 1952 von Domingo Medrano entdeckt und im Jahre 1957 ausgegraben. Die polygonale Kammer besteht aus sieben Tragsteinen. Der Gang ist unvollständig, aber gut erkennbar.
- Der Dolmen de El Sotillo oder El Sotillo Trikuharria bei Laguardia wurde 1955 von Domingo Medrano entdeckt und 1963 ausgegraben. Die fast runde Kammer von etwa 3,0 m Durchmesser besteht aus neun Platten. Alle Deckplatten fehlen.
- Der nahegelegene Dolmen von San Martín oder San Martín Trikuharria wurde 1956 von Jose Miguel Barandiarán und Domingo Medrano entdeckt und 1964 von ihnen ausgegraben. Die Kammer besteht aus 10 Platten, die einen asymmetrischen, polygonalen Raum bilden. Erhalten ist auch eine Deckenplatte.
- Der Dolmen Alto de la Huesera oder Alto De La Huesera Trikuharria befindet sich ebenfalls ganz in der Nähe. Er wurde 1948 von Domingo Medrano entdeckt und ausgegraben. Die Kammer besteht aus sechs vertikalen Steinen mit einem Deckstein, der zerbrochen und zwischen die Steine verstürzt ist.
- Der Dolmen Chabola de La Hechicera oder Cabaña de la Hechicera, (Baskisch: Sorginaren Txabola – „Hexenhütte“) bei Elvillar wurde 1935 von Álvaro de Gortazar entdeckt. Er wurde im Jahre 1936 von Jose Miguel Barandiaran und 1974 erneut ausgegraben. Drei große vertikale Tragsteine stützen den horizontalen flachen Deckstein. Neun Steine bilden die polygonale Kammer. Der Gang besteht aus fünf Steinen und ist zweigeteilt.
- Der Dolmen de El Encinal oder El Encinal Trikuharria wurde 1943 von Domingo Medrano entdeckt und im Jahr 1951 ausgegraben. Sechs Tragsteine umschließen die polygonale Kammer und vier bilden den Gang. Der Deckstein fehlt.
- Der Dolmen de Los Llanos oder Los Llanos Trikuharria wurde von Zoilo Calleja entdeckt und 1982 von Jose Ignacio Vegas ausgegraben. Die Tragsteine bilden eine rechteckige Kammer. Der Deckstein ist in die Kammer gefallen.